# Odporový drát
Odporový drát je vodič, který je používán k výrobě rezistorů, topných článků a podobně. Vhodný materiál odporového vodiče je volen podle účelu použití a prioritně požadovaných vlastností.
Výsledný elektrický odpor vodiče přímo závisí na délce vodiče a volbě materiálu (měrný odpor a teplotní součinitel odporu materiálu). Nepřímo závisí na průřezu vodiče.

## Požadované vlastnosti
Jako určující může být velká rezistivita (velký měrný odpor), malý teplotní součinitel rezistivity a délkové roztažnosti, vysoká teplota tavení, dostatečná pevnost při vysokých teplotách a stálost chemických a vodivostních vlastností v těchto podmínkách, žáruvzdornost.

## Praktické užití
- měřicí přístroje a odporové normály – manganin, konstantan, nikelin
- odporníky různých druhů – manganin
- elektrotepelná zařízení – nichrom, kanthal, silit, slinuté materiály
- dále se používají: nerezová ocel, nikl